# 5本指ソックス

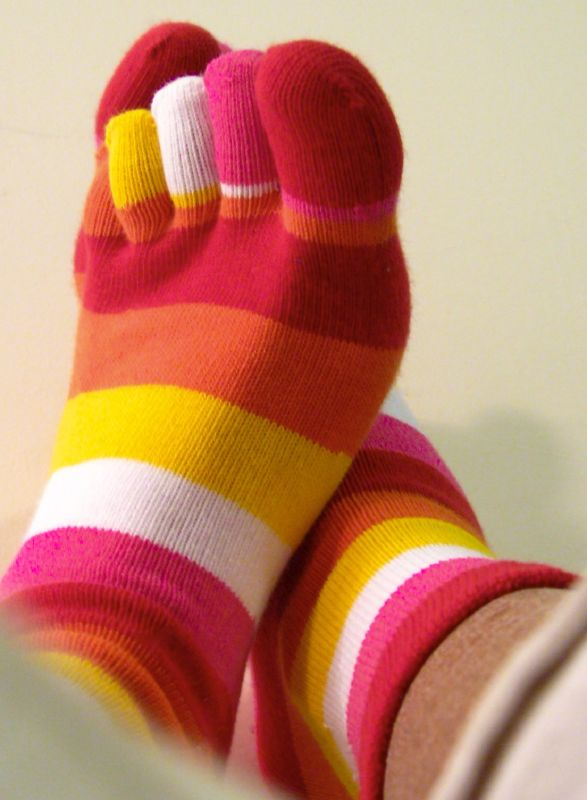
ストライプ柄の5本指ソックス

5本指ソックス（ごほんゆびソックス、英語: toe socks, finger socks, glove socks, 5-toe socks, digital socks）は、手袋に指が包まれるように、袋状の布地にそれぞれの足指が包まれる形状の靴下であり、5本指靴下（ごほんゆびくつした）とも呼ばれる。またトウソックスとも言われる。
1970年代のアメリカ合衆国で流行し、1990年代に再び流行した。日本では健康効果が期待され水虫対策・外反母趾対策への効能が謳われるが、アメリカ合衆国ではファッションの一種とされた。
靴を履いた状態では外側から見えなくなるものから、くるぶし、足首、膝丈、膝上丈まであらゆる長さの製品が市販されている。ヨガを行う際の素足以外の選択肢として底部に滑り止めゴムを付けたものもある。かつては女性のみが対象とされていたが、近年では男女それぞれに向けたデザインの製品が市販されている。

## 歴史
5本指ソックスを最初に発案したのは、アメリカ合衆国ペンシルベニア州の Ethel Russell（Ethel Wynhymとしても知られる）とされる。1969年4月14日、彼女はアメリカ合衆国著作権局に靴下についての2枚の図面の著作権を申請し、これらを「mitten toe socks（ミトンつま先ソックス）」および「glove socks（手袋ソックス）」と命名した。ところが、特許は認められたものの著作権が認められなかったために、彼女は製品の独占権を得ることができなかった。
5本指ソックスは1970年代にアメリカで人気となり、1990年代には若者向けのノベルティアイテムとして人気が再燃した。1970年代を通じて、木靴やバファローサンダルと合わせて5本指ソックスを履くのが少女の間で流行となった。寒冷季にはフリップフロップと合わせて履かれた。この期間には、鮮やかなストライプやラメが付いた膝丈のものが標準的であった。それらには足指の間を含め脚を保温するという実利的な意義もあった。

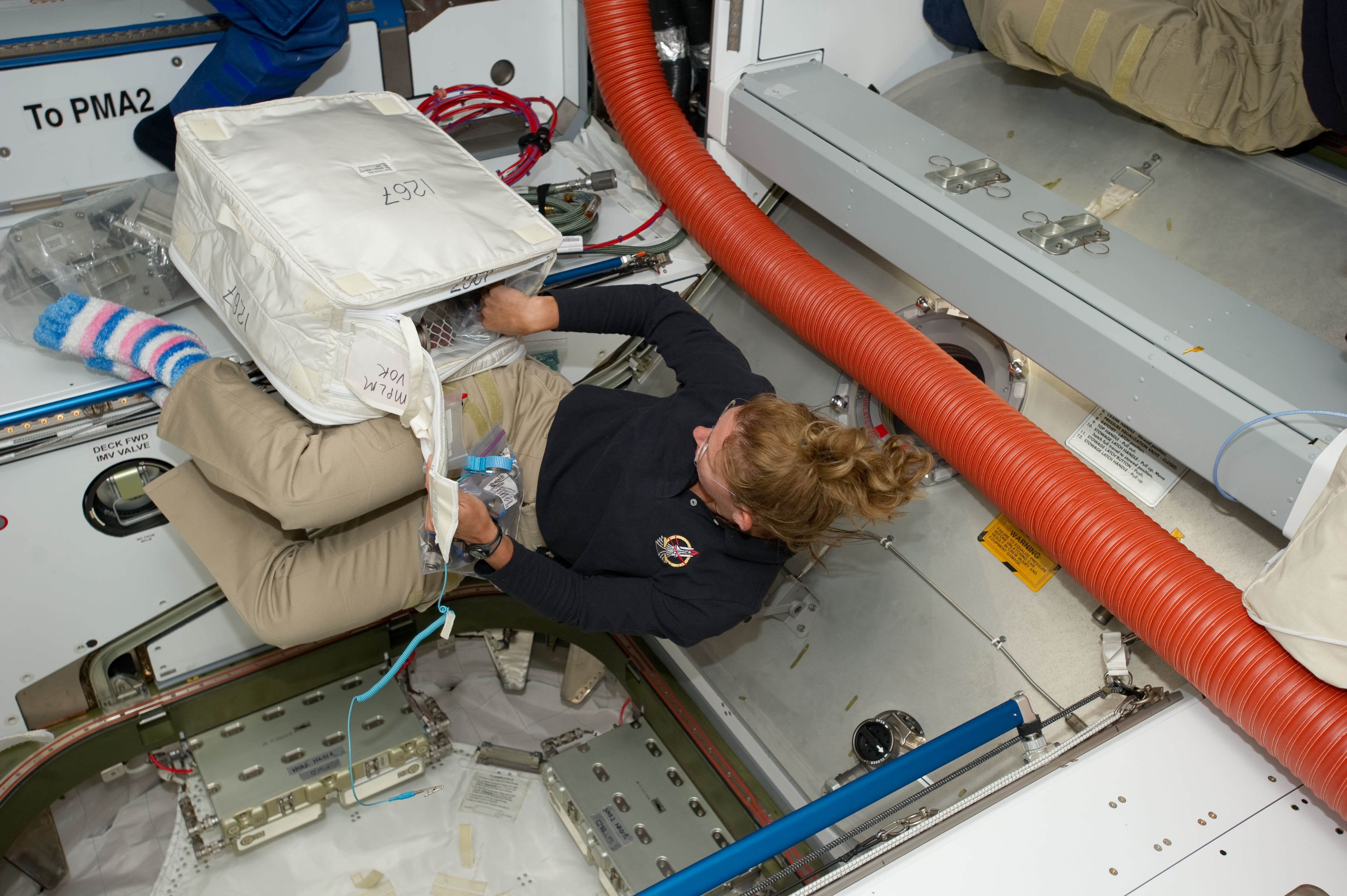
5本指ソックスを履いているサンドラ・マグナス（STS-135）

2004年時点では単色の製品が市販されるようになり、日常的な服飾品として受け入れられている。それらは宇宙空間でも履かれ、とくに2011年の国際宇宙ステーションへの飛行ミッションであるSTS-135の際に宇宙飛行士のサンドラ・マグナスが履いたことが知られている
。

## バリエーション

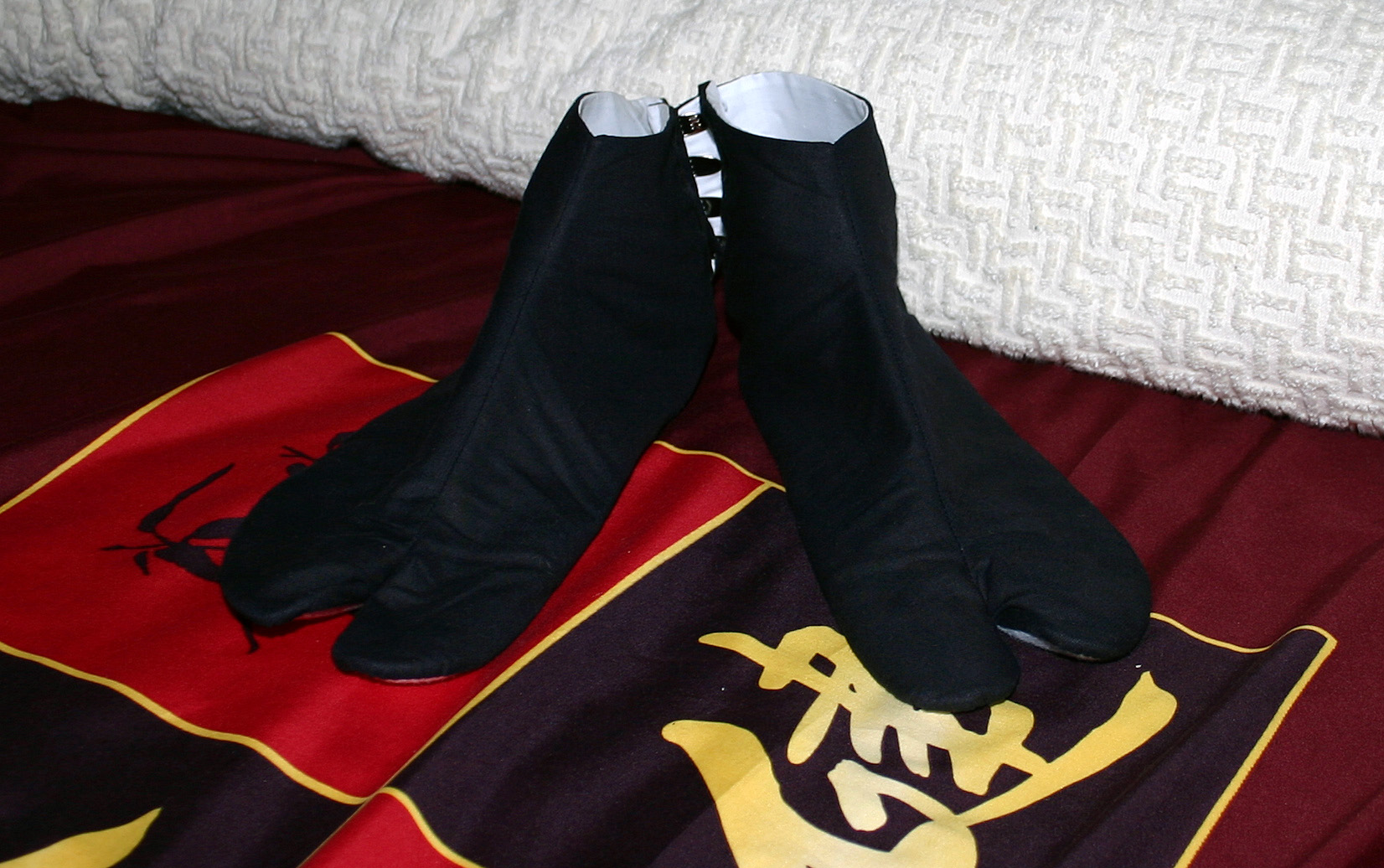
日本の足袋

つま先部分が分かれた靴下のうち最も初期のもののひとつが、16世紀から存在する日本の足袋である。これらはつま先部分が2つに分かれており、小さい方の区画には母趾を、大きい方の区画には残りの足指を収める。これにより草履や下駄を履くことができる。
近代的な5本指ソックスは快適性や運動機能を重視してデザインされている。2004年には、イギリス知的財産庁に「toe socks」と称する製品の特許が申請されたが、内容は異なっており「足指を被うことにより靴の内側の快適性を高めるためのハーフソックス。ミュールやスリングバックと合わせて履いても靴下が目立ちにくい。」と解説されている。
着圧ソックスなどプロスポーツのための特殊用途のモデルや、高耐久性が必要な用途にも進出している。スポーツにおいては、趾間部の頻繁な摩擦による水疱に悩まされるトライアスロン選手にとって、運動用の5本指ソックスが改善策となる。「toe socks」と呼ばれる製品の一種は実際には正反対の設計で、足とかかとが被われつま先が露出する。この製品はヨガやピラティス、Wii Fitなどでより完璧な可動域を実現するための滑り止め機能を持つ。
派生商品として、5本指のパンティストッキングやタイツがある。また、全身タイツでは販売元がオプションとして用意するケースがある。